# Воланд
Во́ланд — один из главных героев романа Михаила Булгакова «Мастер и Маргарита».

## Имя
Воланд Булгакова получил своё имя от гётевского Мефистофеля. В поэме «Фауст» оно звучит всего один раз, когда Мефистофель просит нечистую силу расступиться и дать ему дорогу: «Дворянин Воланд идёт!» В старинной немецкой литературе чёрта называли ещё одним именем — Фаланд. Оно возникает и в «Мастере и Маргарите», когда служащие Варьете не могут вспомнить имя мага: «…Может быть, Фаланд?» В редакции романа «Мастер и Маргарита» 1929—1930 гг. имя Воланд воспроизводилось полностью латиницей на его визитной карточке: «D-r Theodor Voland». В окончательном тексте Булгаков от латиницы отказался: Иван Бездомный на Патриарших запоминает только начальную букву фамилии — W («дубль-ве»).

## Внешность
«… ни на какую ногу описываемый не хромал, и росту был не маленького и не громадного, а просто высокого. Что касается зубов, то с левой стороны у него были платиновые коронки, а с правой — золотые. Он был в дорогом сером костюме, в заграничных, в цвет костюма, туфлях. Серый берет он лихо заломил на ухо, подмышкой нёс трость с чёрным набалдашником в виде головы пуделя. По виду — лет сорока с лишним. Рот какой-то кривой. Выбрит гладко. Брюнет. Правый глаз чёрный, левый почему-то зелёный. Брови чёрные, но одна выше другой».

## Место в мире романа
В романе говорится, что Воланд — повелитель сил Тьмы, противопоставленный Иешуа, повелителю сил Света. Персонажи романа называют Воланда Дьяволом или Сатаной. Однако космография мира Булгакова отличается от традиционной христианской — как Иисус, так и Дьявол в этом мире иные, рай и ад не упоминаются вовсе, а о «богах» говорится во множественном числе. Литературоведы нашли в мире романа сходство с манихейской или гностической идеологией, согласно которой сферы влияния в мире чётко разделены между Светом и Тьмой, они равноправны, и одна сторона не может — просто не имеет права — вмешиваться в дела другой: «Каждое ведомство должно заниматься своими делами». Воланд не может простить Фриду, а Иешуа не может взять к себе Мастера. Прощение Пилата Воланд также не совершает сам, а передоверяет Мастеру.
Воланд, в отличие от христианского «Отца лжи», честен, справедлив, благороден и даже в чём-то милосерден (так, в разговоре на Патриарших он несколько раз пытается предостеречь Берлиоза и Бездомного от необдуманных действий, когда раскрывает им будущее). Критик В. Я. Лакшин называет его «жестоким (но мотивированным!) гневом небес». С. Д. Довлатов говорил, что Воланд олицетворяет не зло, но справедливость. «Булгаковский Воланд лишён традиционного облика Князя тьмы, жаждущего зла, и осуществляет как акты возмездия за „конкретное“ зло, так и акты воздаяния, творя, таким образом, отсутствующий в земном бытии нравственный закон».
Воланд выполняет свои обещания, причём исполняет даже два желания Маргариты вместо обещанного одного. Он и его придворные не вредят людям, наказывая только за аморальные поступки: жадность, доносительство, пресмыкательство, взяточничество и т. п. Например, в перестрелке кота с сотрудниками НКВД никто не пострадал. Они не занимаются «соблазнением душ». Воланд, в отличие от Мефистофеля, ироничен, но не глумлив, склонен к озорству, смеётся над Берлиозом и Бездомным, над буфетчиком Соковым (в восемнадцатой главе). При этом он не проявляет излишней жестокости: приказывает вернуть голову бедному конферансье Бенгальскому; по просьбе Маргариты освобождает Фриду (которая убила своего ребёнка) от наказания. Многие фразы Воланда и его свиты необычны для христианского Дьявола: «Хамить не надо… лгать не надо…», «Мне он не нравится, он выжига и плут…», «И милосердие стучится в их сердца».
Таким образом, роль Воланда в мире романа можно определить как «надзиратель за злом». Тот, у кого в душе поселилось зло — его подопечный. Сам Воланд, в отличие от христианского Сатаны, не умножает зло, но лишь следит за ним, а по мере необходимости — пресекает и справедливо судит (например, барона Майгеля, Римского, Лиходеева, Бенгальского). Православный философ Александр Мень объясняет: «Воланд, который выступает в маске дьявола, — какой он дьявол? У него нравственные понятия нормальные, он же не Варенуха, не Лиходеев — вот кто дьяволы-то, а он нормальный. Это только маски».

## Символика

### Театральность
Многие исследователи романа Булгакова «Мастер и Маргарита» отмечают театральные, оперные мотивы в образе Воланда. Его образ наделён некими яркими, немного неестественными деталями одежды и поведения. Эффектные появления и неожиданные исчезновения, необычные костюмы, постоянное указание на его низкий голос — бас — вносят в его образ театральную яркость, элемент игры и актёрства.
В этом отношении с образом Воланда перекликаются некоторые персонажи «Театрального романа» Булгакова. В частности, режиссёр Учебной сцены Независимого театра Ксаверий Борисович Ильчин предстаёт перед Максудовым, освещённый «фосфорическим светом». Ещё более тесно связан с Воландом другой персонаж, редактор-издатель Илья Иванович Рудольфи, чей неожиданный приход в квартиру Максудова под звуки «Фауста» отсылает к явлению Воланда в «Мастере и Маргарите»:

Дверь распахнулась, и я окоченел на полу от ужаса. Это был он, вне всяких сомнений. В сумраке в высоте надо мною оказалось лицо с властным носом и разметанными бровями. Тени играли, и мне померещилось, что под квадратным подбородком торчит острие чёрной бороды. Берет был заломлен лихо на ухо. Пера, правда, не было.
Короче говоря, передо мною стоял Мефистофель. Тут я разглядел, что он в пальто и блестящих глубоких калошах, а под мышкою держит портфель. «Это естественно, — помыслил я, — не может он в ином виде пройти по Москве в двадцатом веке».

— Рудольфи, — сказал злой дух тенором, а не басом.

### «Чертовщина»
В описании происходящих в романе событий постоянно повторяются слова, указывающие нам на тёмные силы. Начиная с самой первой главы, герои в своей речи повторяют имя чёрта: «бросить всё к чёрту…», «Фу ты, чёрт!», «А какого чёрта ему надо?», «Вот чёрт его возьми, а!..», «Чёрт, слышал всё». Эта «чертовщина» повторяется на протяжении всего романа. Жители Москвы будто призывают сатану, и он не может отказаться от приглашения. Однако все эти мотивы тёмных сил связаны скорее не с самим Воландом, а с Москвой и москвичами.

### Луна
На протяжении романа за Воландом следует луна. Её свет всегда сопровождал представителей тёмных сил, ведь все их тёмные дела совершались под покровом ночи. Но в романе Булгакова луна приобретает иной смысл: она несёт в себе разоблачающую функцию. В её свете проявляются истинные качества людей и вершится правосудие. Свет Луны делает Маргариту ведьмой. Без неё даже волшебный крем Азазелло не возымел бы действия.

### Пудель
Пудель — прямой намёк на Мефистофеля — встречается в произведении несколько раз. В самой первой главе, когда величественный Воланд пожелал украсить собачьей головой рукоять своей трости-шпаги, в то время как Мефистофель сам влез в шкуру пуделя. Затем пудель появляется на подушечке, на которую ставит ногу Маргарита во время бала и в золотом медальоне королевы.

## Предполагаемые прототипы
Сам Булгаков решительно отрицал, что образ Воланда основан на каком-либо прототипе. По воспоминаниям С. А. Ермолинского, Булгаков говорил: «Не хочу давать поводы любителям разыскивать прототипы. У Воланда никаких прототипов нет». Тем не менее гипотезы о том, что у фигуры Воланда существовал некий реальный прообраз, высказывались неоднократно. Чаще всего в качестве кандидатуры выбирают Сталина; по мнению критика В. Я. Лакшина, «трудно представить себе что-либо более плоское, одномерное, далёкое от природы искусства, чем такая трактовка булгаковского романа».

### Мефистофель из трагедии «Фауст»
Напрашивающийся возможный прототип Воланда — Мефистофель Гёте. От этого персонажа Воланд получает имя, некоторые черты характера и множество символов, которые прослеживаются в романе Булгакова (например, шпага и берет, копыто и подкова, некоторые фразы и так далее). Символы Мефистофеля присутствуют во всём романе, но они обычно относятся лишь к внешним атрибутам Воланда. У Булгакова они приобретают иную трактовку или просто не принимаются героями. Тем самым Булгаков показывает разницу между Воландом и Мефистофелем.
Кроме того, прямое указание на эту интерпретацию образа содержится уже в эпиграфе к роману. Это строки из «Фауста» Гёте — слова Мефистофеля на вопрос Фауста, кто его гость.

### Сталин
По мнению драматурга Эдварда Радзинского, прообразом Воланда является Иосиф Сталин:

Нет, недаром Булгаков пишет этот роман — «Мастер и Маргарита». Главным героем этого романа, как известно, является дьявол, действующий под именем Воланд. Но это дьявол особый. Роман открывает эпиграф из Гёте: «…так кто ж ты, наконец? — Я — часть той силы, что вечно хочет зла и вечно совершает благо».
Появившись в Москве, Воланд обрушивает всю свою дьявольскую силу на власть имущих, творящих беззаконие. Воланд расправляется и с гонителями великого писателя — Мастера.
Под палящим летним солнцем 1937 года, в дни московских процессов, когда другой дьявол уничтожал дьявольскую партию, когда один за другим гибли литературные враги Булгакова, писал Мастер свой роман… Так что нетрудно понять, кто стоял за образом Воланда.

Отношение Сталина к самому М. А. Булгакову и его творчеству известно из письма Сталина в защиту Булгакова «Ответ Билль-Белоцерковскому» от 2 февраля 1929 года, а также из его устных выступлений на встрече Сталина с группой украинских писателей, которая состоялась 12 февраля 1929 года.
Авторитетный булгаковед Мариэтта Чудакова также полагает, что прототипом Воланда был Сталин.

### Уильям Буллит
В отличие от булгаковедов, которые предпочитают видеть в Воланде Сталина, историк культуры и литературовед Александр Эткинд считает это сравнение натяжкой, невозможной по историческим и эстетическим причинам. В своих работах с 1993 года Эткинд сопоставляет Воланда с первым послом США в Советском Союзе Уильямом Буллитом. Визит Воланда в Москву совпадает по времени с пребыванием Буллита в Москве (1935 год), а также с работой Булгакова над третьей редакцией его романа. Как раз в этой редакции Воланд приобрёл человеческие качества, которые восходят к личности американского посла в её восприятии Булгаковым: сочетание личного демонизма, критической иронии и большого стиля. В изображённой свите также видны черты исторических фигур — к примеру, высокого, ироничного, неуклюжего Кеннана-Коровьева. Также упоминается связь между Фестивалем весны в Спасо-хаусе и Балом Сатаны.

### Второе пришествие Христа
Существует версия, что Воланд имеет многие общие черты с Иисусом, и его появление в Москве может оказаться вторым пришествием Христа. Аналогичные мотивы были воплощены в романе «Отягощённые злом, или Сорок лет спустя» (1988) Аркадия и Бориса Стругацких, созданном во многом под впечатлением от романа Булгакова.
Тем не менее, данная трактовка образа резко противоречит тексту романа, в котором Воланд и Иешуа существуют отдельно и одновременно, общаясь с помощью Левия Матвея.

## Образ Воланда в кинематографе и театре
| Название                          | Страна             | Год  | Режиссёр                       | В роли Воланда                                     | Примечания                     |
| --------------------------------- | ------------------ | ---- | ------------------------------ | -------------------------------------------------- | ------------------------------ |
| Мастер и Маргарита                | Италия · Югославия | 1972 | Александр Петрович             | Ален Кюни                                          |                                |
| Никогда не отвлекайтесь на работе | СССР               | 1976 | Виталий Фетисов                | Ираклий Кикнадзе                                   | короткометражный кинофельетон  |
| Мастер и Маргарита                | СССР               | 1977 | Юрий Любимов                   | Вениамин Смехов Борис Хмельницкий Всеволод Соболев | спектакль                      |
| Мастер                            | СССР               | 1987 | Ольга Кознова                  | Юрий Яковлев                                       | документальный фильм           |
| Мастер и Маргарита                | Польша             | 1988 | Мацей Войтышко                 | Густав Холубек                                     |                                |
| Мастер и Маргарита                | Россия             | 1994 | Юрий Кара                      | Валентин Гафт                                      |                                |
| Роковые яйца                      | Россия · Чехия     | 1995 | Сергей Ломкин                  | Михаил Козаков                                     | комедийно-фантастический фильм |
| Мастер и Маргарита                | Россия             | 2005 | Владимир Бортко                | Олег Басилашвили                                   | телесериал                     |
| Мастер и Маргарита                | Венгрия            | 2005 | Ибойя Фекете                   | Сергей Греков                                      | короткометражный фильм         |
| Мастер и Маргарита                | Россия             | 2009 | Леонид Полонский Игорь Бунаков | Ростислав Колпаков                                 | мюзикл                         |
| Мастер и Маргарита                | Россия             | 2014 | Софья Сираканян                | Иван Ожогин Ростислав Колпаков Кирилл Гордеев      | мюзикл                         |
| Мастер и Маргарита                | Россия             | 2024 | Михаил Локшин                  | Аугуст Диль                                        |                                |

В музыке
- Песня группы КняZz «Воланд прав»
- Песня группы Ария «Бал у Князя тьмы»
- Песня группы The Rolling Stones «Sympathy for the Devil» была написана Миком Джаггером под сильным впечатлением от романа Михаила Булгакова «Мастер и Маргарита»; по словам самого музыканта, при работе над ней он воображал себя Воландом[24]